# Le Poët-Laval
Le Poët-Laval este o comună în departamentul Drôme din sud-estul Franței. În 2009 avea o populație de 922 de locuitori.

## Evoluția populației
| An        | 1975 | 1982 | 1990 | 1999 | 2006 | 2009 |
| --------- | ---- | ---- | ---- | ---- | ---- | ---- |
| Populație | 493  | 538  | 652  | 809  | 875  | 922  |